# Numa Ensch-Tesch
Charles Numa Ensch(-Tesch) (Ruette, 10 juni 1841 - Aarlen, 30 oktober 1929) was Belgisch volksvertegenwoordiger en burgemeester.

## Levensloop
Numa was een zoon van Jean-Baptiste Ensch, gemeentesecretaris en provincieraadslid, en van Marie-Catherine Maud'huy. Hij trouwde met Flore Tesch en hij koos ervoor om haar naam aan de zijne toe te voegen. Flore Tesch was de dochter van Emmanuel Tesch, broer van Victor Tesch.
Hij promoveerde tot doctor in de rechten (1866) aan de ULB, waarna hij advocaat werd bij de balie van Aarlen (1866-1907). In 1890, 1891, 1895 en 1896 was hij stafhouder van de orde der advocaten van Aarlen. Hij was ook medewerker van L'Echo du Luxembourg in Aarlen.

### Politieke carrière
In 1879 werd hij gemeenteraadslid van Aarlen, in 1889 werd hij schepen en van 1901 tot 1921 was hij burgemeester van de stad.
Hij was provincieraadslid van 1868 tot 1885. In 1885 werd hij verkozen tot liberaal volksvertegenwoordiger voor het arrondissement Virton en vervulde dit mandaat tot in 1888. Hij volgde Philippe Bouvier op.
Hij maakte deel uit van de beheerraad van het in 1911 opgerichte ARBED.
Net zoals zijn vader trad hij toe tot de vrijmetselarij.

## Gedenkteken
De Avenue Numa Ensch-Tesch in Aarlen werd naar hem vernoemd.